# Sarg des DjedBastetiuefanch
In der ägyptischen Sammlung des Roemer- und Pelizaeus-Museum in Hildesheim befindet sich der mumiforme (das heißt mumiengestaltige) Sarg eines Priesters (mit dem Titel „Gottesvater“) namens DjedBastetiuefanch aus der Spätzeit (26.–27. Dynastie, 664–404 v. Chr.)

## Fundort
Im Frühjahr 1912 führte der Ägyptologe Hermann Junker auf Konzession und Rechnung von Wilhelm Pelizaeus eine Versuchsgrabung in El-Hibeh durch. Der Grabungsort liegt im nördlichen Mittelägypten in der Nähe der Stadt Beni Suef im 18. oberägyptischen Gau (Falkengau) am östlichen Nilufer. Hermann Junker entdeckte ein Schachtgrab mit über 20 bemalten mumiformen Särgen, die sich heute in den Ägyptischen Museen von Kairo, Wien und Hildesheim befinden. Die fünf Hildesheimer Särge gelangten durch Fundteilung in den Besitz von Wilhelm Pelizaeus, der sie seiner Heimatstadt Hildesheim überstellte. Der Sarg des DjedBastetiuefanch ist besonders interessant, weil er eine detaillierte Szenenfolge aus dem Balsamierungsritual zeigt. In dieser Ausführlichkeit ist das sehr ungewöhnlich und selten. Der Sarg besteht aus Sykomorenholz mit einem polychrom bemalten Überzug aus mit Gips grundiertem Leinen. Er ist 176 cm hoch, 49,5 cm breit und 42 cm tief.

## Beschreibung und Erhaltungszustand
Seit der Frühzeit gab es zum Schutz des Verstorbenen Särge aus Terrakotta, Holz oder Stein, die üblicherweise quaderförmig waren („Kastensarg“). Die Mumienform des Sarges entwickelte sich erst im Mittleren Reich.
In der Dritten Zwischenzeit (ca. 1076–723 v. Chr.), nach dem Ende des Neuen Reiches, wurden die bis dahin in den Gräbern der Vornehmen üblichen Wanddekorationen nicht mehr ausgeführt. Die religiösen Szenen verlagerten sich gleichsam von den Wänden auf die Särge und erfüllten dort, in direkter Nähe zum Toten, ihren Zweck als Schutz und Hilfe auf den Weg ins Jenseits.
Der Verstorbene DjedBastetiuefanch, der durch das Totenritual zu Osiris geworden ist, trägt den langen geflochtenen, unten gebogenen Götterbart. Sein rotbraun bemaltes und breitflächig gestaltetes Gesicht zeigt einen leicht nach oben gerichteten Blick. Ein breiter Blütenhalskragen mit Falkenkopf-Enden bedeckt seine Brust. Darunter breitet ein geflügelter Skarabäus, Sinnbild des morgendlich erscheinenden Sonnengottes (Chepri), seine Schwingen weit aus, ein Hinweis auf die erhoffte Wiedergeburt. Der Bereich darunter ist mit Szenen bedeckt, die in sechs Registern übereinander angeordnet sind. Zwei weitere Register folgen, auf den Kopf gestellt, auf dem Fußteil des Sarges. Die Szenen der sechs Register auf der vorderen Oberseite des Sarges enthalten Ausschnitte aus dem Balsamierungsritual, das an jedem Toten, der es sich leisten konnte, vollzogen wurde.
Zum Verständnis des Balsamierungs- beziehungsweise Bestattungsrituals liest man die Szenen von unten nach oben. Im ersten und zweiten Register, d. h. von unten aus gesehen, wird der Leichnam gereinigt. Er ist als schwarz ausgefüllte Silhouette eines unbekleideten menschlichen Körpers wiedergegeben, die nach ägyptischen Vorstellungen der Darstellung des Schattens gleicht. In zwei verschiedenen Szenen gießen Reinigungspriester Flüssigkeiten über den Toten und bereiten den Körper somit für die Balsamierung vor. Drei Priester werden im Bildfeld darüber von einem vierten, der eine Maske des schakalköpfigen Gottes Anubis trägt, an eine Bahre mit schreitenden Löwenbeinen geführt. Auf ihr liegt der Tote (mit einer Kopfstütze im Nacken) auf stilisierten Pflanzen, die auf die regenerative Kraft des Osiris als Vegetationsgott anspielen. Im dritten Register beugt sich ein weiterer Priester mit einer Anubis-Maske über die bereits in Binden gewickelte Mumie, die nun auf einer Löwenbahre mit den Beinen in Ruhestellung liegt. Unter der Bahre befinden sich zwei Säckchen mit vermutlich Natron, das für die Austrocknung des Leichnams essentiell war. Im linken Bildabschnitt ist die fertige Mumie auf einer größeren Bahre zu sehen. Unter ihr stehen die vier Kanopen-Gefäße, die zur Aufnahme der separat präparierten Eingeweide dienten. Im vierten Register bringen vier Priester und drei Frauen an einer Kultstelle mit Opferplatte ein Totenopfer dar, eine Szene, die im Balsamierungsritual sowohl am Anfang als auch am Ende stehen kann. Im fünften Register findet eine Schiffsprozession, vielleicht die Überfahrt von der Balsamierungshalle zur Nekropole, unter dem Schutz dreier Götter statt, deren Standarten (Embleme) dem Schiff vorangetragen werden. Im obersten, sechsten Register schließlich stehen die vier Horussöhne, die Schutzgötter der inneren Organe beziehungsweise der für ihre Bestattung benutzten Kanopen, flankierend um die Opferkultstelle (ähnlich wie im vierten Register). Am Bildrand, rechts und links, breiten die Göttinnen Isis und Nephthys, die Schwestern des Osiris, schützend ihre Flügel aus.
Die beiden auf dem Kopf stehenden Register auf dem Fußteil der Mumie zeigen DjedBastetiuefanch als falkenköpfige Mumie über einer abgeschrägten Basis (als nun göttliche Erscheinungsform des Totengottes Sokar), vor dem seine namentlich nicht bezeichnete Gattin trauert. Vier Priester mit Götterstandarten bewegen sich von dieser Szene fort. Darüber empfängt die Mumie des DjedBastetiuefanch (nun mit Hörner- und Feder-Krone und menschlichem Antlitz mit Götterbart als „Osiris“) ein Totenopfer von einem Priester mit Anubis-Maske, einem Ritualpriester (mit Papyrus in der Hand und einer Federkrone auf dem Kopf), sowie einem Priester mit dem Dechsel zur symbolischen Mundöffnung in der Hand. Ganz links ist erneut die trauernde Witwe des DjedBastetiuefnach zu erkennen.
Zusammenfassend werden auf dem Mumiensarg die Szenen aus dem Bestattungsritual wiedergegeben, wie die Reinigung des Leichnams, die Mumifizierung durch Anubis, die Aufbahrung des Toten und eine Prozession mit Standartenträgern. Ein dekoratives Band, eine sogenannte Farbleiter umgibt alle Bildfelder. Auf der Vorderseite des Fußsockels haben zwei Sphinx-Figuren (mit Königsbart und königlichem Nemes-Kopftuch) als schützende Mächte Platz gefunden. Die drei anderen Seiten des Fußsockels tragen eine Inschrift, die Namen und Titel des Sargbesitzers sowie eine kurze Gebetsformel enthalten. Entlang den seitlichen Kanten des Sarges fassen zwei Farbleitern jeweils das Bild einer vielfach gewundenen Uräusschlange ein, die als magisch wirksamer Schutz den Sarg gleichsam „versiegelt“. Die Schlangen sind bekrönt mit der Weißen Krone Oberägyptens (rechte Seite des Toten) bzw. mit der Roten Krone Unterägyptens (linke Seite). Auf dem äußeren Sargboden ist groß eine Göttin in einem langen, netzartigem Trägergewand sowie mit Sonnenscheibe und Straußenfeder auf dem Kopf zwischen zwei Götteremblemen (wiederum als „Farbleitern“) aufgemalt. Vermutlich handelt es sich um Imentet, die Personifikation des Westens (obwohl die Symbole auch an Maat, die Tochter des Sonnengottes denken lassen). Sie wird flankiert von dem falkengestaltigen Gott  Sopdu, dem „Herrn des Ostens“, der auf einem Papyrusstängel hockt, und von der Standarte des schakalgestaltigen Gottes Upuaut, des „Öffners der Wege“, der den Toten den Weg in die Unterwelt weist. Auf diese Weise war die Mumie in ihrem Sarg auf ihrer gefahrvollen Reise durch die Unterwelt von zahlreichen göttlichen Mächten optimal beschützt.